# HD138769
HD138769 — хімічно пекулярна зоря спектрального класу B3, що має видиму зоряну величину в смузі V приблизно  4,7. Вона знаходиться у сузір'ї Вовка й  розташована на відстані близько 434,3 світлових років від Сонця.

## Фізичні характеристики
Телескоп Гіппаркос зареєстрував фотометричну змінність  даної зорі з періодом    2,09 доби в межах від  Hmin= 4,50 до  Hmax= 4,48.

## Пекулярний хімічний склад
HD138769 належить до Хімічно пекулярних зір з пониженим вмістом гелію й в її  зоряній атмосфері спостерігається нестача He у порівнянні з його вмістом в атмосфері Сонця.